# Aades
Aades, rod kukca kornjaša iz porodice pipa ili Curculionidae. Sastoji se od najmanje dvije ili četiri vrste: Aades bicristatus (Schoenherr, 1823); Aades cultratus (Schoenherr, 1823); i možda Aades bifoveifrons (Lea, 1916); i Aades franklini (Heller, K.M., 1925). Aades franklini se ponekad naziva i Aterpus franklini.